# Borr
Bor(r) is in de Noordse mythologie de zoon van Búri. Hij is getrouwd met Bestla, de dochter van de reus Bölthorn. Zij kregen drie zonen: Odin, Vili en Vé.